# Decio Bacchi
Decio Bacchi (Polesella, 1876 – Milano, 1935) è stato un politico e sindacalista italiano.

## Biografia
Dopo le prime esperienze di militanza socialista in Polesine, fu segretario della Camera del Lavoro di Arezzo dal 1908 al 1910 per poi spostarsi a Milano, dove divenne uno dei più importanti leader dell'operaismo milanese e dove divenne direttore del Fascio operaio socialista. Leader, insieme a Filippo Corridoni, dell'Unione sindacale milanese, costola meneghina del sindacalismo rivoluzionario, fu più volte arrestato per scioperi e resistenze alla forza pubblica. Firmò nell'ottobre 1914, insieme a Corridoni, Amilcare De Ambris, Attilio Deffenu, Michele Bianchi, Ugo Clerici e altri, il manifesto del Fascio rivoluzionario d'azione internazionalista. Interventista e volontario nella prima guerra mondiale, sarà poi tra i fondatori della nuova UIL. Giornalista nel periodo del fascismo. Morirà dopo aver denunciato la corruzione che stava caratterizzando il sistema corporativo italiano.